# Arianops barbata
Arianops barbata är en skalbaggsart som beskrevs av Barr 1974. Arianops barbata ingår i släktet Arianops och familjen kortvingar. Inga underarter finns listade i Catalogue of Life.